# François el-Hajj
Le général de division François El-Hajj (né le 28 juillet 1953 à Rmeich, au Liban-Sud - mort le 12 décembre 2007 à Baabda) était un général libanais, pressenti pour devenir le commandant des Forces armées libanaises, si le général Michel Souleïmane était élu pour mettre fin à la crise politique libanaise de 2007,.

## Biographie
Entré à l'académie militaire en 1972.
François el-Hajj était le responsable des opérations lors des combats menés par l'armée libanaise contre les militants islamistes du Fatah al-Islam dans le camp de réfugiés palestiniens de Nahr el-Bared de mai à septembre 2007.
Proche du chef d'état-major de l'armée libanaise et de l'ancien général Michel Aoun, il est tué le 12 décembre 2007 dans un attentat ayant fait 5 morts.